# Artéméther
L’artéméther est un  méthoxyméthane semi-synthétique de l'artémisinine, utilisé dans le traitement du paludisme.
Il fait partie de la liste des médicaments essentiels de l'Organisation mondiale de la santé (liste mise à jour en avril 2013).